# Guillermo Kuitca

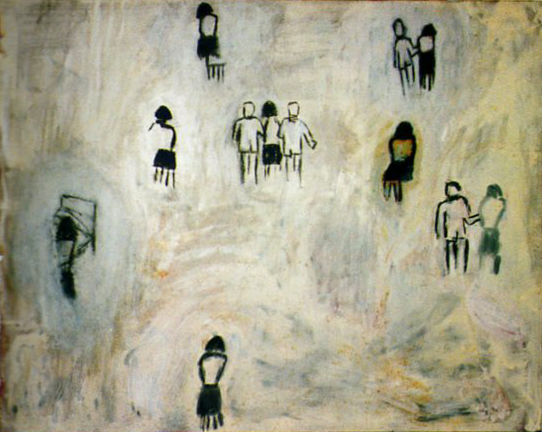
Nadie olvida nada, 1982

Guillermo Kuitca, né le 22 janvier 1961 à Buenos Aires, est un peintre argentin.

## Biographie
Il fait la connaissance de Pina Bausch en 1980 lors d'un voyage en Europe et commence alors un cycle d’œuvres inspirées par le théâtre, allant même jusqu'à mettre lui-même en scène des productions théâtrales. Dans ses premières séries de tableaux, il illustre la solitude et la tristesse, peignant des sujets dépouillés formés de quelques éléments. Il poursuit cette veine en représentant des scènes de désolation, des chaises renversées, des personnages gisants.
Il aborde un tout nouveau cycle à partir de 1987 en réalisant des cartes routières, des plans d'appartements et de villes. Depuis 1989, il se sert de matelas et de lits d'enfants comme support à ses cartes routières.